# Virosome

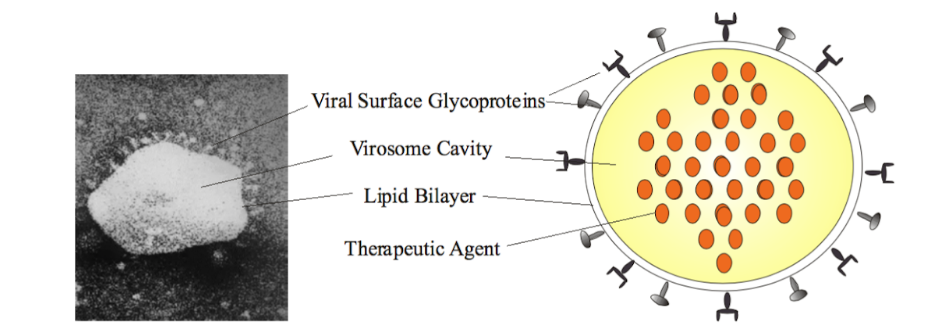
Photographie au microsope électronique et schéma d'un virosome

Un virosome est une vésicule constituée d'une membrane phospholipidique simple, mono- ou bicouche, incorporant des protéines dérivées de certains virus destinées à permettre la fusion de cette vésicule avec la membrane plasmique de cellules cibles. Cette technique a été publiée pour la première fois en 1975 à partir de virus de la grippe (influenza). Dépourvus de matériel génétique, les virosomes sont incapables de se reproduire, et sont simplement en mesure de pénétrer dans les cellules de la même façon que les virus dont sont issues les protéines incluses dans leur membrane. Ces propriétés permettent d'envisager de les utiliser comme transporteurs de médicaments, à l'instar des liposomes.
Des virosomes peuvent être produits en laboratoire en séparant l'enveloppe virale, constituée de lipides et de protéines, du reste du virus, constitué d'acides nucléiques et d'autres protéines. Cette opération est indispensable pour détruire la capacité de reproduction du virus, et donc sa nature pathogène, ainsi que pour permettre de placer le contenu désiré dans le virosome, par exemple un médicament, un gène, ou pour recevoir les antigènes souhaités. Les virosomes sont essentiellement produits à partir d'Orthomyxoviridae (virus de la grippe).

## Virosome d'influenza
Contrairement aux liposomes, ces virosomes contiennent des glycoprotéines fonctionnelles de l'enveloppe virale de virus de la grippe (Orthomyxoviridae), hémagglutinine (HA), neuraminidase (NA) et canal à protons (M2), incluses dans la bicouche lipidique de leur membrane phospholipidique. Leur diamètre est typiquement de l'ordre de 150 nm. Ce sont des enveloppes vides reconstituées de virus de la grippe dépourvues de la nucléocapside contenant le matériel génétique du virus et conférant à ce dernier sa capacité à se reproduire. Les propriétés particulières de ces virosomes sont dues à la présence de l'hémagglutinine active dans leur membrane. Cette protéine virale ne confère pas seulement leur stabilité structurelle et leur homogénéité aux formulations à base de virosomes, elle contribue également à leurs propriétés immunologiques, ce qui les différencie nettement des liposomes et des autres systèmes de transport à base de protéoliposomes.